# موتر تون غراند بريكس 2
موتر تون غراند بريكس 2 (بالإنجليزية: Motor Toon Grand Prix 2)‏ ، هي لعبة إلكترونية من نوع سباق السيارات ، أنتجت عام 1996م ، وتعمل على نظام بلاي ستيشن عن طريق القرص الضوئي ونظام بلاي ستيشن 3 عن طريق المتجر الإلكتروني التابع لـبلاي ستيشن نتورك.